# Ladislav Petráš
Ladislav Petráš (Prievidza, 1º dicembre 1946) è un ex calciatore cecoslovacco, dal 1993 slovacco. Campione europeo con la Cecoslovacchia nel 1976.

## Carriera

### Club
Petráš iniziò la sua carriera nella squadra della sua città: il Football Club Baník Horná Nitra, per poi passare, nel 1969, al Dukla Banska Bystrica. Dopo appena un anno si trasferì di nuovo, questa volta all'Inter Bratislava, dove rimase per 11 anni, fino al 1980. Chiuse la carriera nel WAC Vienna nel 1983.

### Nazionale
Petras giocò anche per la Nazionale Cecoslovacca, con la quale prese parte al Mondiale 1970, dove giocò tre partite mettendo a segno due gol. Petráš partecipò anche agli Europei 1976, dove la sua Nazionale risultò vincitrice.

## Palmarès

### Club
- Coppa Piano Karl Rappan: 2

Inter Bratislava: 1976, 1977

### Nazionale
- Campionato d'Europa: 1

Jugoslavia 1976

### Individuale
- Capocannoniere del campionato cecoslovacco: 1

1974-1975 (20 gol)